# Mathias Spahlinger
Mathias Spahlinger (* 15. Oktober 1944 in Frankfurt am Main) ist ein deutscher Komponist. Sein Schaffen vollzieht sich im Spannungsfeld der verschiedensten musikalischen Einflüsse und Stilrichtungen. Zwischen Renaissance und Jazz, zwischen musique concrète und Webernschem Minimalismus, zwischen Geräusch, Improvisation und Notation, zwischen ästhetischer Autonomie und politischem Bewusstsein tragen die Werke Spahlingers Konflikte in einer Weise aus, für die es keine Vorbilder gibt.

## Leben
Sein Vater war Cellist. Er unterrichtete ihn ab 1951 im Spiel auf der Fidel, Gambe, Blockflöte und später auch dem Cello. Ab 1952 bekam Mathias Spahlinger Klavierunterricht. 1959 begann er sich intensiv mit dem Jazz zu beschäftigen, nahm Saxophonunterricht und wollte Jazzmusiker werden. 1962 verließ er die Schule und machte eine Schriftsetzerlehre. Währenddessen nahm er privat Kompositionsunterricht bei Konrad Lechner. Nach beendeter Lehre setzte er sein Studium bei Lechner an der Akademie für Tonkunst in Darmstadt fort. 1968 wurde er Lehrer an der Stuttgarter Musikschule für Klavier, Theorie, musikalische Früherziehung und experimentelle Musik. 1973 bis 1977 studierte er Komposition bei Erhard Karkoschka an der Musikhochschule Stuttgart. 1978 wurde er Gastdozent für Musiktheorie an der Hochschule der Künste in Berlin, 1984 Professor für Komposition und Musiktheorie an der Hochschule für Musik Karlsruhe. Er war ab 1990 Professor für Komposition und Leiter des Instituts für Neue Musik an der Hochschule für Musik Freiburg. Seit 1996 ist er Mitglied der Akademie der Künste Berlin. 2012 lehnte er das Förderhonorar der Ernst von Siemens Musikstiftung für seine Auftragskomposition „off“(1993/2011) für das Schweizer Festival „usinesonore“ mit dem Hinweis auf die NS-Vergangenheit der Siemens AG (als Finanzquelle der Stiftung) und den Reklamecharakter von Kultursponsoring ab. Er lebt heute in Potsdam.

## Preise und Auszeichnungen
- 2014: Großer Kunstpreis Berlin

## Werke (Auswahl)
Orchester
- 1975 morendo – für Orchester
- 1981 Rou a GH i FF (strange?) – für 5 Jazzsolisten und Orchester
- 1986 inter-mezzo, concertato non concertabile tra pianoforte e orchestra
- 1988–1990 passage / paysage – für Orchester
- 1993 und als wir – für 54 Streicher
- 1997–1998 akt, eine treppe herabsteigend – für Bassklarinette, Posaune und Orchester (nach einem Werk von Marcel Duchamp)
- 2009 doppelt bejaht. etüden für orchester ohne dirigent – für Orchester
- 2011 lamento, protokoll – für violoncello und orchester

Kammermusik
- 1969 fünf sätze – für zwei Klaviere
- 1972 phonophobie – für Flöte, Oboe, Klarinette, Horn und Fagott
- 1975 Vier Stücke – für Stimme, Klarinette, Violine, Violoncello und Klavier
- 1976 128 erfüllte augenblicke systematisch geordnet, variabel zu spielen – für Sopran, Klarinette, und Violoncello
- 1977 éphémère – für Schlagzeug, veritable Instrumente und Klavier
- 1979–1980 extension – für Violine und Klavier
- 1981 aussageverweigerung / gegendarstellung – zwei Kontra-Kontexte für Doppelquartett
- 1982 apo do (von hier) – für Streichquartett
- 1982–1983 adieu m'amour Hommage à Guillaume Dufay – für Violine und Violoncello
- 1983 musica impura – für Sopran, Gitarre und Schlagzeug
- 1991 furioso – für Ensemble
- 1992–1993 presentimientos variationen für streichtrio
- 1993, revidiert 2011 off – für sechs kleine Trommeln
- 1995 gegen unendlich – für Bassklarinette, Posaune, Violoncello und Klavier
- 1995 über den frühen tod fräuleins anna augusta marggräfin zu baden – für fünf Männerstimmen, fünf Posaunen, 3 Frauenstimmen und 3 Bläser
- 2000 verlorener weg version 1 und 2 – für Ensemble
- 1997–2005 farben der frühe – für sieben Klaviere
- 2006 fugitive beauté – für Oboe, Altflöte und Violine, Bassklarinette, Viola und Violoncello
- 2010 rundweg – für Blockflöte, Violine, und Violoncello
- 2012 entfernte ergänzung – für vier (auch drei oder zwei) gitarren

Vokalwerke
- 1969 drama – für 12 Solostimmen
- 1974 sotto voce – für Vokalisten
- 1979–1980 el sonido silencioso Trauermusik für Salvador Allende – für 7 Frauenstimmen und Tonband
- 1983 signale – Chorszenen ohne Gesang
- 1983–1985 verfluchung – für drei Vocalisten mit Holzschlaginstrumenten
- 1985 in dem ganzen ocean von empfindungen eine welle absondern, sie anhalten – für Chorgruppen und Playback
- 1993 vorschläge, konzepte zur ver(über)flüssigung der funktion des komponisten

Soloinstrument
- 1974 entlöschend – für großes Tamtam
- 1992 nah, getrennt – für Altblockflöte solo

Tonband
- 1974 wozu noch musik, ästhetische theorie in quasi-ästhetischer gestalt – Hörspiel
- 1975 störung

Musiktheater
- 1980 pablo picasso: wie man wünsche beim schwanz packt – ein Drama in 6 Akten

## Schriften
chronologisch
- der widersinn von Gesang. zu theodor w. adornos liedkomposition, in: MusikTexte 1, Februar 1983, 37–39.
- das starre – erzittert. zu nicolaus a. hubers 6 Bagatellen, MusikTexte 2, Dezember 1983, 15–18.
- offener brief. an die teilnehmer des symposiums „Theodor W. Adorno – der Philosoph als Komponist“, in: MusikTexte 26, Oktober 1988, 59–60.
- gegen die postmoderne mode. zwölf charakteristika der musik des zwanzigsten jahrhunderts, in: MusikTexte 7, Januar 1989, 2–7.
- wirklichkeit des bewußtseins und wirklichkeit für das bewußtsein. politische aspekte der musik, in: MusikTexte 39, April 1991, 39–41.
- offener brief. die donaueschinger musiktage und der öffentlich-rechtliche rundfunk, in: MusikTexte 65, Juli–August 1996, 72–74.
- easy to love [Umfrage zum Irakkrieg], MusikTexte 97, Mai 2003, 16–17.
- für gisela und reinhard. zwei jubiläen: 110 Jahre NM, 100 hefte MT, in: MusikTexte 100, Februar 2004, 33.
- Bewegliche Reaktion auf das, was uns täglich umgibt. Nicolaus A. Hubers „Sphärenmusik“ für Orchester, in: MusikTexte 108, Februar 2006, 61–65.
- dies ist die zeit der konzeptiven ideologen nicht mehr, in: MusikTexte 113, Mai 2007, 35–43.
- Offener Brief. An Olivier Membrez, Association Usinesonor, Malleray-Bévilard, Schweiz, in: MusikTexte 132, Februar 2012, 85–86.
- mein freund reinhard, in: MusikTexte 141, Mai 2014, 5.
- for musicians only?, in: MusikTexte 142, August 2014, 14.
- thesen zu schwindel der wirklichkeit, in: MusikTexte 142, August 2014, 15.
- politische implikationen des materials der neuen musik, in: MusikTexte 150, November 2016, 57–72.

## Gespräche
- „alles aus allem entwickeln“. Gespräch mit Reinhard Oehlschlägel über „passage/paysage“, in: MusikTexte 39, April 1991, 23–32.
- Geschichte der Musik als Gegenwart: Hans Heinrich Eggebrecht und Mathias Spahlinger im Gespräch., Musik-Konzepte Sonderband, hrsg. von Heinz-Klaus Metzger und Rainer Riehn, München: edition text + kritik, 2000. ISBN 3-88377-655-6.
- „Ich sehe im Free Jazz ... die fortgeschrittenste Entwicklung.“ Gespräch mit Wolfgang Stryi, in: MusikTexte 86/87, November 2000, 62–65.
- Maßstäbe außer Kraft setzen. Gespräch mit Reinhard Oehlschlägel, in: MusikTexte 95, November 2002, 73–79.
- Von der schlechten Unendlichkeit. Gespräch mit Mark Barden, Johannes Kreidler und Martin Schüttler über „gegen unendlich“, in: MusikTexte 137, Mai 2013, 19–25.

## Sekundärliteratur
chronologisch
- Claus Henning Bachmann: Ins Offene. Der Impuls zur Freiheit bei Mathias Spahlinger, in: MusikTexte 39, April 1991, 22.
- Jean-Noel von der Weid: Die Musik des 20. Jahrhunderts. Frankfurt am Main & Leipzig 2001, 408f. ISBN 3-458-17068-5
- Werner Klüppelholz: Obduktion der Ordnung. Zu Mathias Spahlingers „extension“, in: MusikTexte 95, November 2002, 69–72.
- Rainer Nonnenmann: Bestimmte Negation. Anspruch und Wirklichkeit einer umstrittenen Strategie anhand von Spahlingers „furioso“, in: MusikTexte 95, November 2002, 57–69.
- Reinhard Oehlschlägel: Radikalität und Widersprüchlichkeit. Variationen über Mathias Spahlinger , in: MusikTexte 95, November 2002, 33–35.
- Dorothea Schüle: „... dann wird offenbar, daß alles auf Vereinbarung beruht“. Zur Idee der offenen Form in Mathias Spahlingers „verlorener weg“ (1999/2000), in: MusikTexte 95, November 2002, 36–48.
- Jakob Ullmann: ... im vorgefühl der dämmerung. Zum Streichtrio „presentimientos“ von Mathias Spahlinger, in: MusikTexte 95, November 2002, 49–54.
- Rainer Nonnenmann: Wider den Utopieverlust: Mathias Spahlingers „doppelt bejaht“ auf neuen Bahnen, in: MusikTexte 124, Februar 2010, 57–63.
- Ulrich Tadday (Hg.): Mathias Spahlinger. Musik-Konzepte 155. München: edition text + kritik, 2012,  ISBN 978-3869161747
- Rainer Nonnenmann: Musik aus und alle Fragen offen: Auskomponierte Perspektivwechsel des Hörens am Beispiel von Werken Mathias Spahlingers, in: MusikTexte 140, Februar 2014, 45–53.